# Джон Ериксон
Джон Ериксон (на английски: John Erickson) е британски историк, който публикува книги за Втората световна война - най-вече за Операция Барбароса и Битката при Сталинград.
Неговите приноси са главно за военните събития на Източния фронт – описания на бойното поле и на самите сражения.
Работил е в Единбургския университет. Жена му се казва Любица Ериксон и прекарва повечето си време с него в Съветската армия по време на Съветско-германската война.